# A' Katīgoria 1974-1975
La A' Katīgoria 1974-1975 (in greco Πρωτάθλημα Α' Κατηγορίας) è stata la 36ª edizione della massima serie del campionato cipriota di calcio; vide la vittoria finale dell'Omonia, che conquistò il suo quinto titolo.
Capocannoniere del torneo fu Andros Savva dell'Omonia con 21 reti.

## Stagione

### Novità
A causa dell'Invasione turca di Cipro il campionato fu stravolto: l'Anorthōsis migrò a Paralimni, i concittadini del Nea Salamis a Larnaca, mentre il Digenīs Morphou trovò rifugio a Nicosia. L'APOEL, che doveva partecipare all'Alpha Ethniki 1974-1975 (massima divisione del campionato greco), finì per disputare in via non ufficiale questa stagione del campionato cipriota.
A livello sportivo, la retrocessa APOP Paphou fu sostituita dalla neo promossa ASIL Lysī, vincitrice della B' Katīgoria 1973-1974, ragion per cui il numero di squadre rimase fisso a 14.

### Formula
Il torneo fu disputato da quattordici squadre che si incontrarono in gare di andata e ritorno per un totale di ventisei turni per squadra; furono assegnati due punti in caso di vittoria, uno in caso di pareggio e zero in caso di sconfitta. Non erano previste retrocessioni in B' Katīgoria; in caso di arrivo in parità prevaleva il quoziente reti.

## Squadre partecipanti
| Club                | Città     | Stadio                    | Stagione precedente          |
| ------------------- | --------- | ------------------------- | ---------------------------- |
| AEL Limassol        | Limassol  | Stadio GSO                | 3º in A' Katīgoria           |
| Alkī Larnaca        | Larnaca   | Vecchio Stadio GSZ        | 9º in A' Katīgoria           |
| Anorthōsis          | Paralimni | Stadio Paralimni          | 7º in A' Katīgoria           |
| Apollōn Limassol    | Limassol  | Stadio GSO                | 4º in A' Katīgoria           |
| Arīs Limassol       | Limassol  | Stadio GSO                | 10º in A' Katīgoria          |
| ASIL Lysī           | Lysi      | Stadio Grigoris Afxentiou | 1º in B' Katīgoria, promosso |
| Digenīs Morphou     | Nicosia   | Vecchio Stadio GSP        | 8º in A' Katīgoria           |
| EN Paralimni        | Paralimni | Stadio Paralimni          | 6º in A' Katīgoria           |
| EPA Larnaca         | Larnaca   | Vecchio Stadio GSZ        | 11º in A' Katīgoria          |
| Evagoras Paphou     | Pafo      | Stadio GSK                | 12º in A' Katīgoria          |
| Nea Salamis         | Larnaca   | Vecchio Stadio GSZ        | 13º in A' Katīgoria          |
| Olympiakos Nicosia  | Nicosia   | Vecchio Stadio GSP        | 5º in A' Katīgoria           |
| Omonia              | Nicosia   | Vecchio Stadio GSP        | Campione di Cipro            |
| Pezoporikos Larnaca | Larnaca   | Vecchio Stadio GSZ        | 2º in A' Katīgoria           |

## Classifica finale
|  | Pos. | Squadra             | Pt | G  | V  | N  | P  | GF | GS | DR  |
|  | ---- | ------------------- | -- | -- | -- | -- | -- | -- | -- | --- |
|  | 1    | Omonia              | 43 | 26 | 19 | 5  | 2  | 70 | 14 | +56 |
|  | 2    | EN Paralimni        | 39 | 26 | 17 | 5  | 4  | 51 | 11 | +40 |
|  | 3    | Olympiakos Nicosia  | 39 | 26 | 14 | 11 | 1  | 44 | 17 | +27 |
|  | 4    | Alkī Larnaca        | 37 | 26 | 16 | 5  | 5  | 57 | 16 | +41 |
|  | 5    | Pezoporikos Larnaca | 29 | 26 | 11 | 7  | 8  | 31 | 27 | +4  |
|  | 6    | Anorthōsis          | 26 | 26 | 8  | 10 | 8  | 39 | 28 | +11 |
|  | 7    | Apollōn Limassol    | 26 | 26 | 8  | 10 | 8  | 34 | 31 | +3  |
|  | 8    | EPA Larnaca         | 22 | 26 | 7  | 8  | 11 | 27 | 35 | -8  |
|  | 9    | AEL Limassol        | 22 | 26 | 7  | 8  | 11 | 31 | 51 | -20 |
|  | 10   | Arīs Limassol       | 20 | 26 | 6  | 8  | 12 | 27 | 42 | -15 |
|  | 11   | Nea Salamis         | 17 | 26 | 7  | 3  | 16 | 27 | 51 | -24 |
|  | 12   | ASIL Lysī           | 17 | 26 | 7  | 3  | 16 | 34 | 81 | -47 |
|  | 13   | Digenīs Morphou     | 14 | 26 | 3  | 8  | 15 | 21 | 56 | -35 |
|  | 14   | Evagoras Paphou     | 13 | 26 | 2  | 9  | 15 | 17 | 50 | -33 |

### Verdetti
- Omonia Campione di Cipro 1974-75.
- nessuna retrocessione in B' Katīgoria.

### Qualificazioni alle Coppe europee
- Coppa dei Campioni 1975-1976: Omonia qualificato.
- Coppa delle Coppe 1975-1976: Anorthosis qualificato.
- Coppa UEFA 1975-1976: EN Paralimni qualificato.